# Upper West Side

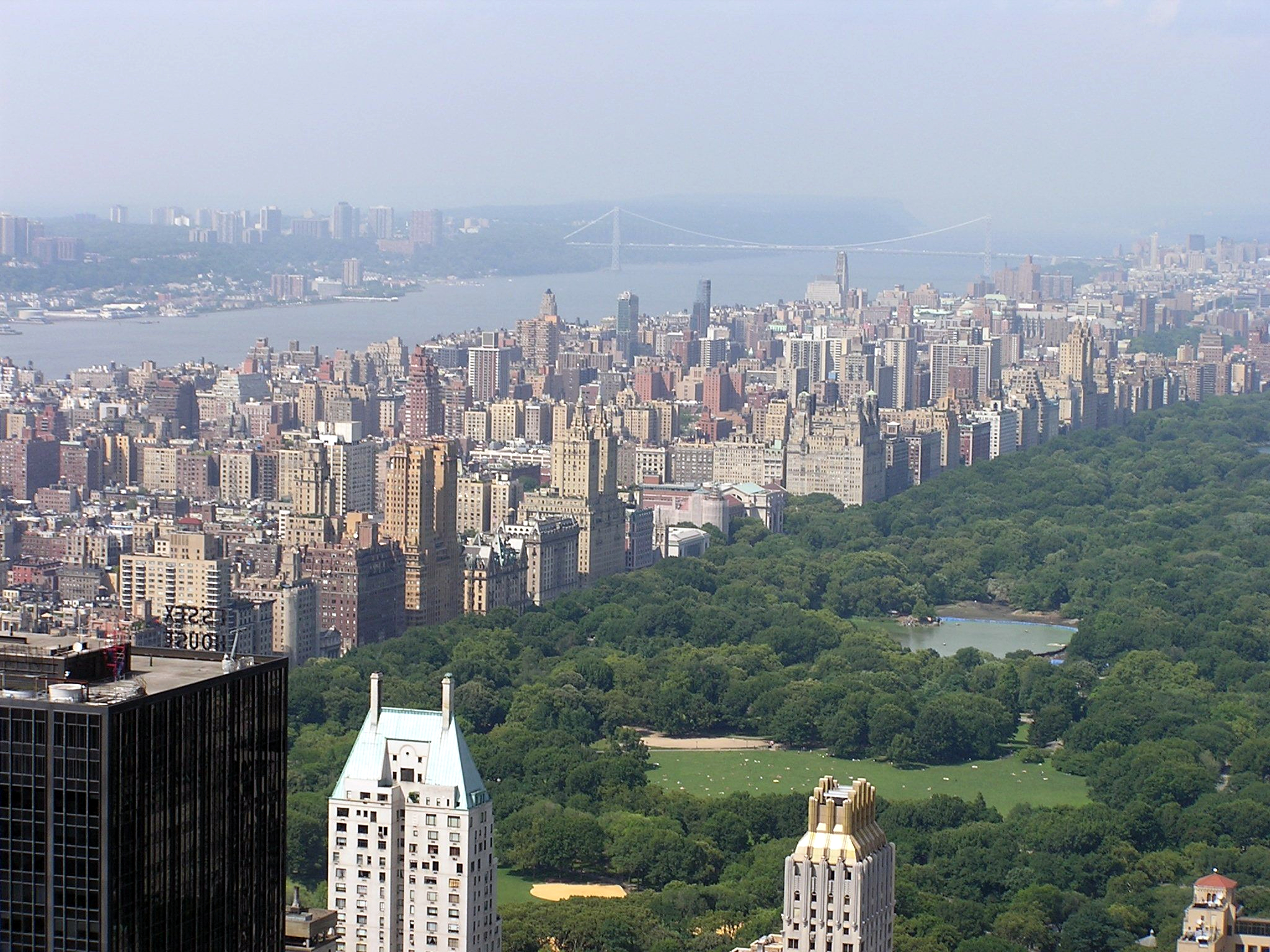
Upper West Side

Upper West Side – jedna z dzielnic (neighborhood) nowojorskiego okręgu Manhattan, zlokalizowana pomiędzy Central Park i Hudson River. Według niektórych handlowców nieruchomości obejmująca również Morningside Heights

## Geografia
Upper West Side rozciąga się od 59th Street na południu do West 110th Street na północy oraz na zachód od Central Park aż po Hudson River, korzystając z kodów pocztowych: 10023, 10024, 10025..
Aleje Upper West Side od wschodu do zachodu to: Central Park West, Columbus Avenue, Amsterdam Avenue, Broadway, West End Avenue i Riverside Drive

## Demografia
Spis powszechny z 2010 roku wykazał, że Upper West Side zamieszkiwało 209 084 osób.
Wedle kryterium rasy, 140 850 mieszkańców (67,4%) reprezentowało rasę białą, 31 347 mieszkańców (15%) miało pochodzenie latynoskie, 15 834 mieszkańców (7,6%) było Afroamerykanami, 15 988 mieszkańców (7,6%) miało pochodzenie azjatyckie, 221 mieszkańców (0,1%) miało pochodzenie indiańskie, 671 mieszkańców (0,3%) reprezentowało inną rasę, 4173 mieszkańców (2%) reprezentowało co najmniej dwie rasy

## Ekonomia
American Broadcasting Company (ABC) mieści się w Upper West Side

## Transport
Dwie linie metra są prowadzone przez Upper West Side. IRT Broadway – Seventh Avenue Line biegnie wzdłuż Broadway i IND Eighth Avenue Line biegnie wzdłuż Central Park West

## W kulturze popularnej

### Filmy
Między innymi :
- American Psycho (film) – Christian Bale (Patrick Bateman) mieszka na 55 West 81st Street.
- Jestem legendą
- Spider-Man
- Elf (film)
- Hannah i jej siostry
- Masz wiadomość

### Telewizja
- Plotkara
- Jak poznałem waszą matkę
- Seks w wielkim mieście (serial telewizyjny)
- Kroniki Seinfelda